# Стерлібашевська сільська рада
Стерліба́шевська сільська рада (рос. Стерлибашевский сельский совет) — муніципальне утворення у складі Стерлібашевського району Башкортостану, Росія. Адміністративний центр — село Стерлібашево.

## Населення
Населення — 7845 осіб (2019, 8000 в 2010, 8198 в 2002).

## Склад
До складу поселення входять такі населені пункти:
| Населений пункт           | Населення, осіб (2002) | Населення, осіб (2010) |
| ------------------------- | ---------------------- | ---------------------- |
| Булаж, присілок           | 99                     | 62                     |
| Гумбази, присілок         | 39                     | 27                     |
| Ібракаєво, присілок       | 430                    | 404                    |
| Лісний кордон, присілок   | 28                     | 32                     |
| Максютово, присілок       | 203                    | 153                    |
| Муртаза, присілок         | 194                    | 165                    |
| Мухаметдаміново, присілок | 109                    | 110                    |
| Нікольське, присілок      | 75                     | 70                     |
| Первомайський, село       | 790                    | 716                    |
| Стерлібашево, село        | 5775                   | 5930                   |
| Тятербаш, село            | 456                    | 331                    |